# Philippe de Dieuleveult
 (juillet 2021).
Philippe de Dieuleveult, né le 4 juillet 1951 à Versailles et disparu le 6 août 1985 aux abords des chutes d'Inga au Zaïre, est un journaliste reporter d'images et animateur de télévision français.
De 1981 à 1984, il coanime sur Antenne 2 le célèbre jeu télévisé La Chasse aux trésors dans lequel, chaque semaine, il incarne le rôle du journaliste-aventurier prêt à tous les exploits aux quatre coins du monde. Il disparaît au Zaïre en 1985, probablement par noyade lors de la descente en rafting du fleuve Zaïre. Certains de ses proches remettent en doute cette version.

## Biographie

### Famille
Philippe de Dieuleveult est issu d'une ancienne famille bretonne. Il est le benjamin d'une fratrie de sept frères, dont Yves (1938), Jacques (1939-1989), Guy (1941-1973), Jean (1942-2015), Hugues (1946) et Éric (1950-1991).
Il est élevé durement par sa mère : « Aux prises quotidiennes avec sept garnements, ma mère avait décidé que l'ordre et l'autorité seraient maintenus. Elle se promenait donc, du matin au soir avec une ceinture de cuir suspendue à sa taille. J'ai souvent éprouvé le contact de cette lanière de cuir qui parfois m'a fait saigner ».
En 1977, il se marie avec Diane de Torquat de La Coulerie (1951-2009), descendante du corsaire Robert Surcouf, avec laquelle il a trois enfants : Erwann (1978), Tugdual (1981) et une fille, Anaïd, née le 14 août 1985, quelques jours après sa disparition. Diane de Torquat de La Coulerie, après s'être remariée, meurt accidentellement en 2009,.

### Formation et débuts
Il accomplit son service militaire au 1er régiment de chasseurs parachutistes. Il est diplômé « Conducteur de travaux "Bâtiment" » de l'ESTP (1975)[réf. nécessaire].
Successivement cadreur, puis pigiste à Antenne 2, Philippe de Dieuleveult se destine assez vite au reportage. En mars 1978, il se classe troisième à l'émission des télévisions francophones La Course autour du monde qui permet aux candidats, en échange d'un reportage par semaine diffusé sur les télévisions francophones organisatrices, de partir à la découverte du monde pendant quatre mois, caméra Super 8 au poing[réf. nécessaire].

### Carrière audiovisuelle
En 1979, Philippe de Dieuleveult est engagé comme journaliste reporter d'images (JRI) par Jean-Claude Criton, journaliste, producteur et réalisateur d'une émission spéciale pour FR3 (Le Nouveau Vendredi de Jean-Marie Cavada) sur le Tchad. En 1980, juste après la révolution iranienne, il accompagne Alain Dubos (vice-président de Médecins sans frontières) en Iran dans une mission d'exploration clandestine, à des fins d'aide humanitaire. Selon le site Observatoire de l'action humanitaire, il est bénévole pour MSF France.
À partir du 15 mars 1981, il coanime sur Antenne 2 l'émission de jeu La Chasse aux trésors, tout d'abord avec Philippe Gildas. Le jeu passionnera le public francophone pendant plus de quatre ans. Enregistrant l'émission chaque semaine dans un pays différent dans le monde entier, il marque alors les téléspectateurs par sa sympathie, son humour et ses prises de risques (chute depuis un hélicoptère, plongée sous-marine, saut en parachute en direct, etc.). L'émission, diffusée le dimanche soir, arrivera souvent en tête des audiences. Il chevauche souvent une Yamaha Ténéré pour effectuer ses explorations. Il coanime l'émission avec Jean Lanzi et Marie-Thérèse Cuny en 1982, puis avec Didier Lecat et Elsa Manet. Le dernier numéro, qui se déroule à Ndjolé, au Gabon, est diffusé sur la TSR le 24 octobre 1984 puis sur Antenne 2 le 2 décembre suivant.
En 1980, Philippe de Dieuleveult frôle de peu la noyade en tentant d'accéder au fort Boyard en mer agitée. Il y reste coincé trois heures avant d'être secouru en hélicoptère. Cet épisode inspire par la suite Jacques Antoine (créateur de La Chasse aux trésors) dans la création de l'émission télévisuelle Fort Boyard.

### Autres activités
Parallèlement à ses activités télévisuelles, Philippe de Dieuleveult enregistre en 1984 un disque, Los Angeles 84, à l'occasion des Jeux olympiques de Los Angeles. Il publie ensuite son autobiographie, J'ai du ciel bleu dans mon passeport (Grasset), qui en l'espace de cinq semaines devient un best-seller avec plus de 300 000 exemplaires vendus.
Ce passionné d'aventures en Afrique envisage aussi de participer au Paris Dakar 1985/1986 comme journaliste chroniqueur pour la télévision à l'issue de chaque étape. Finalement, c'est l'animateur Gérard Holtz qui le remplace.
C'est lors de ce Rallye Dakar 1986 que disparaît Jean-Paul Le Furqui avait participé comme ingénieur du son sur le terrain à son jeu télévisé La Chasse aux trésors de 1981 à 1984. L'accident d'hélicoptère cause aussi la mort de Thierry Sabine, de la journaliste Nathalie Odent, du pilote de l'hélicoptère François-Xavier Bagnoud et du chanteur Daniel Balavoine, dont l'ami Michel Colucci dit Coluche meurt également cinq mois et cinq jours plus tard dans un accident de moto sur la Côte d'Azur le 19 juin 1986.

### Officier de réserve de la DGSE
Parallèlement à ses activités dans les médias, Philippe de Dieuleveult appartient à la direction générale de la Sécurité extérieure (DGSE), le service de renseignement français. Cette appartenance est révélée par son frère Jean lors d'une émission de télévision sur France 2, le 21 septembre 1994.

## Disparition

### Déroulement des faits

#### Expédition «Africa Raft» (4 juillet-5 août 1985)

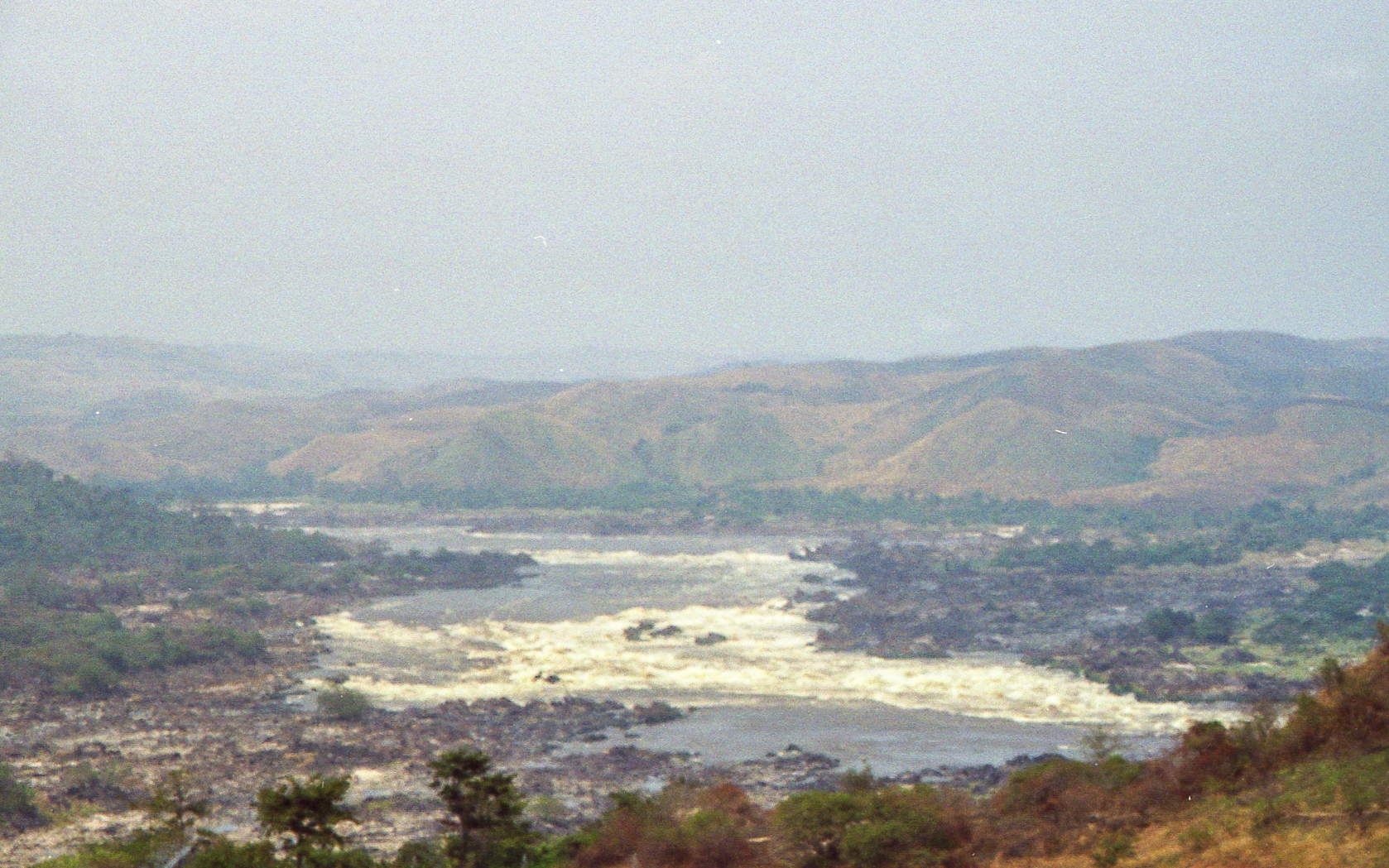
Vue des chutes d'Inga en 2004, où Philippe de Dieuleveult a disparu le 6 août 1985.

En 1985, Philippe de Dieuleveult entreprend, avec une dizaine de compagnons, la descente en rafting du fleuve Zaïre, deuxième fleuve du monde par son débit après l'Amazone avec 50 000 m3/s. L'explorateur démarre sa descente fluviale depuis le lac Tanganyika. Il s'agit de l'expédition « Africa-Raft », comprenant deux radeaux pneumatiques. Sont membres de cette expédition, outre Dieuleveult lui-même, André Hérault, Richard Jeannelle, Angelo Angelini, Nelson Bastos, enfin Guy Colette et Lucien Blockmans. Quant à François Laurenceau et Jean-Louis Amblard, ils renonceront au dernier moment à les accompagner, ce qui leur sauvera la vie, contrairement à leurs six compagnons d'infortune.

#### Disparition le 6 août 1985
Le 6 août 1985, ses deux radios cessent d'émettre, alors que l'équipe établit une communication quotidienne avec Paris. Philippe de Dieuleveult disparaît avec six autres membres de l'opération dans les chutes d'Inga. Un autre membre de l'équipe, Thierry Sadoun, n'est pas à bord de l'expédition et a pu rejoindre Paris.
François Laurenceau et Jean-Louis Amblard, devant la dangerosité des chutes d'Inga, réputées infranchissables (ce qui a justifié la construction du chemin de fer Matadi-Kinshasa entre 1890 et 1898), avaient abandonné le matin de la tragédie et étaient restés au bivouac sur l'île aux Hippopotames. Sept heures après le départ des rafts, les deux hommes parviennent à pied au barrage d'Inga où ils se retrouvent face à des gendarmes en alerte. Ils apprennent que le télex de Kinshasa annonçant le passage de l'expédition est bien arrivé au poste de sécurité du barrage afin de ne pas prendre les membres de l'expédition pour des mercenaires voulant plastiquer les installations, « mais le responsable de la sécurité l'a gardé sous son coude et a envoyé des patrouilles sur les rives », selon Laurenceau et Amblard.

#### Annonce publique audiovisuelle de sa disparition les jours suivants
La disparition de l'équipe est annoncée dans les journaux télévisés d'Antenne 2 des 10 et 11 août 1985.

#### Enquête
Le correspondant de l'AFP qui a communiqué l'information à sa rédaction relate la disparition de Dieuleveult et de son équipe dans les rapides du fleuve Zaïre dans les colonnes du Monde le 16 août 1986. Il est entre-temps déclaré persona non grata par les autorités zaïroises et expulsé du pays,.
En 1994, France 2 présente les révélations de l'ancien officier zaïrois Okito Bene-Bene, qui affirme que Philippe de Dieuleveult ne serait pas mort dans un accident sur le fleuve Zaire mais aurait été exécuté par les services secrets zaïrois.
En 2006, Jérôme Pin et Tugdual de Dieuleveult, 25 ans, fils de Philippe, réalisent une enquête qui fait l'objet d'un documentaire diffusé par Canal+ révélant « les enjeux cachés de sa disparition, dans le jeu complexe des relations franco-africaines ».
En 2020, l'Institut national de l'audiovisuel présente une rétrospective des reportages consacrés à la disparition de Philippe de Dieuleveult et aux différentes interprétations auxquelles cette disparition a donné lieu.
La même année, Alexis de Dieuleveult, neveu de Philippe, prenant la suite des recherches de son père Jean décédé, publie aux éditions Balland, Noyade d'État, un ouvrage exposant des « détails mettant à mal la thèse de l'accident par noyade que défendent les gouvernements français et zaïrois ». Le 27 octobre 2022 paraît chez le même éditeur une réédition de l'ouvrage sous titrée « Je ne veux pas me taire », augmentée d'une centaine de pages présentant de nouveaux éléments que l'auteur détaille le 30 août 2022 sur RTL. En février 2023, Alexis de Dieuleveult demande la réouverture de l'enquête et porte à nouveau plainte contre X pour assassinat.

### Pistes sur sa disparition

#### Hypothèse d'un accident par noyade

Carte du site des barrages d'Inga.

Selon le journal belge Le Soir en date du 20 août 1985, c'est la thèse de l'accident qui est la plus vraisemblable[source insuffisante].

#### Hypothèse d'une bavure militaire
En 2006, une enquête réalisée par Tugdual de Dieuleveult et Jérôme Pin pour Lundi Investigation, diffusée le 13 décembre 2006 sur Canal+, présente en effet un autre point de vue.
Selon ce reportage, la version la plus crédible est celle soutenue par Jean-Louis Amblard, à savoir une bavure de l'armée zaïroise sur trois des participants (Philippe de Dieuleveult, Angelo Angelini et Lucien Blockmans) à bord du raft nommé « Françoise » et d'une noyade pour les quatre autres (André Hérault, Richard Janelle, Guy Colette et Nelson Bastos) sur le « Godelieve » dont l'épave est retrouvée disloquée alors que le « Françoise » est récupéré intact, accosté le long d'une petite crique. Cette version est aussi soutenue par l'amiral Pierre Lacoste, chef de la Direction générale de la Sécurité extérieure (DGSE) à l'époque, et Gérard d'Aboville dans le reportage de Tugdual, mais l'absence d'indices sur la bavure laisse planer le doute.

#### Hypothèse d'un assassinat
Le jour de la disparition de Philippe de Dieuleveult, Jean-Louis Amblard et le docteur François Laurenceau ont rejoint la rive droite du fleuve pour comprendre ce qui s’était passé. Immédiatement arrêtés par des militaires zaïrois qui leur ont dit : « Si vous avez entendu des coups de feu, ce n'est pas de notre faute ». Pour Jean-Louis Amblard, cette réaction spontanée des soldats suggère qu’une bavure militaire venait de se produire, remettant en cause l’hypothèse d’un simple accident. Le barrage, situé à la frontière avec l'Angola et gardé par l'armée zaïroise, est en alerte depuis la veille. La direction du barrage a alors reçu deux télégrammes officiels qui se sont croisés : l'un autorisant le passage d'une expédition sportive, l'autre mentionnant le risque d'une possible attaque de mercenaires.
Un ingénieur américain, Stephen Allen, employé du barrage d’Inga, affirme qu’aux alentours de 9h – une heure qui coïnciderait avec le passage des rafts de l’expédition – des soldats se sont massés près du fleuve et ont tiré sur un bateau. Un autre ingénieur raconte avoir aperçu, un peu plus tard, une embarcation échouée sur une petite plage avec trois hommes blancs à bord. Mais lorsqu’il est revenu vers 16h pour observer la zone, le bateau et les hommes avaient disparu. Gérard d'Aboville, qui a dessiné les rafts de l'expédition et a longuement enquêté au Zaïre sur l'affaire, fait l'hypothèse suivante : le chavirage accidentel et rapide du premier raft puis des tirs et une bavure pour le second.
L'hypothèse de l'assassinat est évoquée en 1994 par Okito Bene-Bene, un ex-officier des services secrets zaïrois qui affirme, dans un livre intitulé J’ai vu mourir Philippe de Dieuleveult chez Michel Lafon, que Dieuleveult a été éliminé avec d'autres membres de l'expédition. Il affirme que les autorités zaïroises pensaient que l'expédition Africa Raft était un commando qui venait attaquer le barrage d'Inga.
Dans ce livre, Okito Bene-Bene, réfugié en Belgique en 1990 et aujourd'hui décédé, dit avoir assisté à l'exécution de Philippe de Dieuleveult. Il décrit en détail ses dernières heures. Après avoir été mis au cachot et avoir subi des heures d'interrogatoire dans un camp militaire, il aurait été exécuté avec quatre de ses compagnons dans la nuit du 9 août 1985.
À la suite de la parution du livre de Bene-Bene, Jean de Dieuleveult, le frère de Philippe de Dieuleveult, porte plainte contre X pour assassinat, avec constitution de partie civile de la famille. La brigade criminelle de la police judiciaire parisienne relance une enquête et interroge plus de 25 militaires français en poste au Zaïre au moment de la mort de Dieuleveult. Leurs témoignages ne corroborent pas l'hypothèse d'un assassinat. De plus, le seul corps retrouvé de l'équipe, Guy Colette, est exhumé et n'affiche aucun impact de balle. La brigade criminelle conclut que la thèse de l'assassinat ne tient pas. En 1999, les services français retiennent donc la thèse de l'accident comme « la plus plausible à 99 % ».
Cette hypothèse de l'assassinat, qui ne s'appuie que sur la parole de Bene-Bene, est cependant relancée dans une enquête publiée par le journal XXI en octobre 2008 et intitulée « Les crocodiles du Zaïre ». La journaliste Anna Miquel, à la suite de plusieurs séjours en République démocratique du Congo (ex-Zaïre), rapporte des témoignages d'anciens membres des services de sécurité de Mobutu ainsi que des documents qui racontent que Philippe de Dieuleveult a été arrêté puis éliminé avec d'autres de ses compagnons d'aventure. Parmi les documents de l'enquête d'Anna Miquel figure un procès-verbal d'audition selon lequel, le 8 août 1985 (deux jours après la disparition officielle des sept membres de l'expédition « Africa Raft » dans les chutes d'Inga), Philippe de Dieuleveult a été interrogé à Kinshasa par un officier de la « Division spéciale présidentielle » (DSP), la garde personnelle de l'ex-président Mobutu Sese Seko. Les divers témoignages publiés dans l'article vont dans le même sens.
Le procès-verbal de cet interrogatoire, que la journaliste affirme avoir retrouvé, débute selon elle par « L'an mille neuf cent quatre-vingt-cinq, le huitième jour du mois d'août, a été entendu le prévenu Philippe Dieuleveult ». Ce document porte selon la journaliste l'en-tête de la DSP et la mention « pro-Justicia ». Toujours selon elle, il est estampillé « République du Zaïre » et porte deux signatures : celle du « major K. », « chef d'opérations » et celle du « comparant » Philippe de Dieuleveult, authentifiée par son frère Jean de Dieuleveult. Ce dernier saisit le procureur de la République en 2009 pour ouvrir à nouveau le dossier et porter plainte pour assassinat contre X précisant que, d'après lui, il y a eu une manipulation de l'État français, dont Roland Dumas est alors le ministre des Affaires étrangères,.
Cependant, les enquêteurs de la brigade criminelle française déterminent que les documents utilisés par Anna Miquel sont des faux, dont le prétendu procès-verbal d'audition de Philippe de Dieuleveult sur lequel sa signature a été « scannée, et rehaussée à l'encre ».
Un droit de suite est donné en janvier 2010 par la revue XXI.
En 2021, Roland Dumas confirme à Alexis de Dieuleveult l'existence d'un dossier sur l'affaire au Quai d’Orsay. Il accepte alors d’écrire au président Emmanuel Macron pour demander des éclaircissements. Cependant, cette lettre est restée sans réponse.
Un documentaire produit par Gaumont TV et France Télévisions intitulé Dieuleveult, les disparus du fleuve et diffusé le 18 mai 2023 sur France 2 reprend cette thèse controversée. Écrit par Anna Miquel et Yannick Saillet, il est jugé complotiste par l'émission Arrêt sur images qui rappelle qu'Anna Miquel est « la même journaliste qui signait en 2008 l'enquête de XXI qui se basait sur un document qui a depuis été déclaré faux par la brigade criminelle française ». Ce documentaire est également dénoncé par les enfants de Philippe de Dieuleveult : ceux-ci fustigent « un film qui est un tissu d'approximations et de suppositions ». Ils déclarent : « Ce qui nous pose problème, c'est que l'on diffuse de tels documentaires, faits par des gens qui travaillent n'importe comment. » À l'inverse, celui-ci a été approuvé par leur cousin Alexis de Dieuleveult.
En 2025, Alexis de Dieuleveult publie une enquête sur la mort de son oncle Philippe de Dieuleveult.

## Discographie
- Los Angeles 84 (single), Polydor, 1984 (Philippe Adler - François Bernheim), à l'occasion des Jeux olympiques d'été de 1984[50],[51]

## Dans la culture populaire

### Hommages
- Le groupe français Gold rend hommage à Philippe de Dieuleveult dans sa chanson Capitaine abandonné (décembre 1985), en même temps qu'à Arnaud de Rosnay, disparu en 1984 (mais également à Philippe Jeantot)[52].
- Le 25 octobre 1985, l'animateur et présentateur météo Alain Gillot-Pétré lui rend l'hommage suivant lors de la cérémonie des 7 d'or diffusée à la télévision :

« Je voudrais confier quelques mots au vent des voyageurs, un vieux copain. Chez nous, gens de télé, certains ont des ressorts à leurs semelles et des billets d'évasion plein les poches. Ils portent la caméra au cœur et sur l'épaule. Pour moi, ce sont des découvreurs d'oxygène. Philippe de Dieuleveult est de ceux-là. Je le dis comme je le pense. Je le dis comme tout le monde le pense. Philippe nous manque dans un coin de notre écran, mais si forte que soit l'injustice de l'absence, ce n'est pas notre affaire, c'est la sienne. On n'est jamais fou quand on choisit, on perd toujours quand on recule. En ne mettant aucune frontière entre sa vie et son métier, il nous a tous touchés, tous étonnés, tous plu. C'est rare, un ami devenu qu'on ne connaît pas. Le silence est acide, vaste comme la forêt ou l'océan où les fleuves se perdent. Libre, libre tout simplement, comme Philippe de Dieuleveult, tel qu'en lui-même la vie l'a fait et que voici maintenant…[réf. souhaitée] »

- Une rue de Marnay (Haute-Saône) porte son nom.
- Un gymnase à Vernouillet (Yvelines) ainsi qu'un espace omnisports au Plessis-Trévise (Val-de-Marne) portent son nom.
- Une salle des fêtes au Minihic-sur-Rance (Ille-et-Vilaine), où se situe le caveau familial et son cénotaphe, porte son nom.
- Une Maison des jeunes à Viroflay (Yvelines), où est morte son épouse Diane[53], porte son nom.